# Hülya Şenyurt
Hülya Şenyurt est une judokate turque née le 10 novembre 1973.

## Biographie
Elle dispute les Jeux olympiques d'été de 1992 à Barcelone où elle remporte une médaille de bronze.

## Palmarès

### Jeux olympiques
- Jeux olympiques d'été de 1992 à Barcelone
  -  Médaille de bronze en -48 kg[1]